# Lista de membros da Royal Society eleitos em 1903
Esta é uma lista de Membros da Royal Society eleitos em 1903.

## Fellows
- Thomas William Bridge (1848–1909)
- John Edward Stead (1851–1923)
- Johnson Symington (1851–1924)
- Sir William Bayliss (1860–1924)
- Sir Horace Darwin (1851–1928)
- Sir Aubrey Strahan (1852–1928)
- William Philip Hiern (1839–1929)
- Arnulph Mallock (1851–1933)
- Sir David Orme Masson (1858–1937)
- Arthur George Perkin (1861–1937)
- Ernest Rutherford (1871–1937)
- Ralph Allen Sampson (1866–1939)
- Alfred North Whitehead (1861–1947)
- Sydney Copeman (1862–1947)
- Sir John Sealy Townsend (1868–1957)